# Vazomocija
Vazomocija je spontana oscilacija pokreta krvnih žila, posebice manjih arteriola, manjih venula i kapilara, a koji su pokreti nezavisni od srčanog ritma, srčanog tlaka, inervacije ili disanja. Iako je vazomocija isprva primijećena od strane Jonesa 1852., još uvijek nije dokraja shvaćeno načelo rada i mehanizam tih pokreta.
Vazomocija se događa otpuštanjem kalcijevih iona (Ca2+) i određenim malim promjenama napona između vaskularnih glatkih mišićnih stanica.
Fiziološki se vazomocija događa kako bi se povećala protočnost krvi, a samim tim događa se bolja opskrbljenost stanica i tkiva kisikom i hranjivim tvarima, te bolje odvođenje štetnih metaboličkih produkata. Naime, do najmanjih žila (a koje predstavljaju i do 74% dužine svih žila u tijelu) u čovječjem organizmu ne dopire djelovanje srčanog tlaka, te ako ne bi bilo periodičnih vazomocijskih pokreta, određene tjelesne strukture niti ne bi napajale krvlju, a protok bi stao.
Istraživanjima je pokazano da je periodičnost vazomocijskih pokreta kod zdravog čovjeka oko 3 puta u minuti, a kod oboljelog (što se naročito pokazalo kod dijabetičkih bolesnika nastajanjem rana na nogama i stopalima) ti pokreti vaskularnih mišića mogu potpuno prestati.
Jedan od znanstvenih centara koji je najviše proučavao vazomociju je Institut za mikrocirkulaciju iz Berlina, koji je isprva osnovan kao odjel poznate bolnice Charite, a koji je predvođen doktorom medicine i fizike Reinerom Kloppom.